# Liste von Terroranschlägen auf Kirchen
Die Liste von Terroranschlägen auf Kirchen beinhaltet eine Übersicht über auf Kirchen verübte Terroranschläge.
Zur großen Übersicht siehe Liste von Terroranschlägen.

## Erläuterung
In der Spalte Politische Ausrichtung ist die politische bzw. weltanschauliche Einordnung der Täter angegeben: faschistisch, rassistisch, nationalistisch, nationalsozialistisch, sozialistisch, kommunistisch, antiimperialistisch, islamistisch (schiitisch, sunnitisch, deobandisch, salafistisch, wahhabitisch), hinduistisch. Bei vorrangig auf staatliche Unabhängigkeit oder Autonomie zielender Ausrichtung ist autonomistisch vorangestellt, gefolgt von der Region oder der Volksgruppe und ggf. weiteren Merkmalen der Täter: armenisch, irisch (katholisch), kurdisch, tirolisch, tschetschenisch, dagestanisch, punjabisch (sikhistisch), palästinensisch.
Die Opferzahlen der Anschläge werden farbig dargestellt:

Die Zahl bei den Anschlägen getöteter/verletzter Täter ist in Klammern ( ) gesetzt.
| Staat                        | Zahl der Anschläge |
| ---------------------------- | ------------------ |
| Nigeria                      | 14                 |
| Indonesien                   | 6                  |
| Philippinen                  | 6                  |
| Irak                         | 4                  |
| Pakistan                     | 4                  |
| Ägypten                      | 3                  |
| Demokratische Republik Kongo | 3                  |
| Burkina Faso                 | 2                  |
| Indien                       | 2                  |
| Kenia                        | 2                  |
| Kolumbien                    | 2                  |
| Peru                         | 2                  |
| Sri Lanka                    | 2                  |
| Zentralafrikanische Republik | 2                  |
| Australien                   | 1                  |
| Burundi                      | 1                  |
| Libanon                      | 1                  |
| Republik Kongo               | 1                  |
| Ruanda                       | 1                  |
| Südafrika                    | 1                  |
| Tadschikistan                | 1                  |
| Tansania                     | 1                  |
| Türkei                       | 1                  |
| Gesamt                       | 63                 |

## 1970 – 2004
| Datum/Beginn       | Betroffenes Land | Stadt/Ort              | Artikel/Quellenangabe | Täter                                   | Politische Ausrichtung | Mittel                      | Ziel                                       | Tote    | Verletzte | Hintergrund                                          |
| ------------------ | ---------------- | ---------------------- | --- | --------------------------------------- | --- | --------------------------- | ------------------------------------------ | ------- | --------- | ---------------------------------------------------- |
| 20. April 1981     | Philippinen      | Davao City             | [ 1 ] | vermutlich NPA                          | marxistisch-leninistisch-maoistisch                                                                                       | Granate                     | Kathedrale                                 | 13      | 161       | Kommunistischer Revolutionskampf auf den Philippinen |
| 29. Juli 1984      | Peru             | Santa Rosa             | [ 2 ] | vermutlich Leuchtender Pfad             | marxistisch-leninistisch-maoistisch                                                                                       | Schusswaffen                | Kirche                                     | 20      | 40        | Bewaffneter Konflikt in Peru                         |
| 07. September 1986 | Philippinen      | Salvador               | [ 3 ] | MILF                                    | autonomistisch, moro-sozialistisch                                                                                        | Schusswaffen                | Kirche                                     | 8 (+2)  | 96        | Moro-Konflikt                                        |
| 23. Oktober 1986   | Peru             | Huamanga               | [ 4 ] | Maoisten                                | maoistisch | Schusswaffe(n)              | Kirche                                     | 22      | 5         | Bewaffneter Konflikt in Peru                         |
| 25. Juni 1989      | Philippinen      | Digos                  | [ 5 ] | NPA                                     | marxistisch-leninistisch-maoistisch                                                                                       | Automatische Schusswaffe(n) | Kapelle                                    | 39      | 8         | Kommunistischer Revolutionskampf auf den Philippinen |
| 29. März 1991      | Libanon          | Beirut                 | [ 6 ] |                                         | | Autobombe                   | Kirche                                     | 4       | 27        | Libanesischer Bürgerkrieg                            |
| 16. Dezember 1991  | Kolumbien        | Departamento del Cauca | [ 7 ] | Rechtsextremisten                       | rechtsextremistisch | Automatische Schusswaffe    | Kirche                                     | 20      | 10        | Bewaffneter Konflikt in Kolumbien                    |
| 23. August 1992    | Philippinen      | Zamboanga City         | [ 8 ] | vermutlich Muslimische Separatisten     | | Granate(n)                  | Katholischer Schrein                       | 4       | 40        | Moro-Konflikt                                        |
| 25. Juli 1993      | Südafrika        | Kapstadt               | | Azanian People’s Liberation Army        | sozialistisch, kommunistisch                                                                                              | Schusswaffen                | Kirche                                     | 11      | 58        |                                                      |
| 09. Juni 1994      | Ruanda           | Kigali                 | [ 9 ] |                                         | | Automatische Schusswaffe(n) | Kirche                                     | 70      | 0         | Völkermord in Ruanda                                 |
| 03. September 1994 | Burundi          | Muyinga                | [ 10 ] |                                         | |                             | Kirche                                     | 70      |           | Völkermorde in Burundi                               |
| 18. Juli 1999      | Republik Kongo   | Bouenza                | [ 11 ] | vermutlich Pascal-Lissouba-Unterstützer | | Sprengstoff                 | Kirche                                     | 44      |           |                                                      |
| 21. Mai 2000       | Indien           | Machilipatnam          | [ 12 ] |                                         | | Sprengsatz                  | Kirche                                     | 0       | 22        |                                                      |
| 28. Mai 2000       | Indonesien       | Medan                  | [ 13 ] |                                         | | Sprengsatz                  | Kirche                                     | 0       | 60        |                                                      |
| 01. Oktober 2000   | Tadschikistan    | Duschanbe              | [ 14 ] |                                         | | 2 Sprengsätze               | Kirche                                     | 7       | 70        |                                                      |
| 24. Dezember 2000  | Indonesien       |                        | [ 15 ] [ 16 ] [ 17 ] [ 18 ] [ 19 ] [ 20 ] [ 21 ] [ 22 ] [ 23 ] [ 24 ] [ 25 ] [ 26 ] [ 27 ] [ 28 ] [ 29 ] [ 30 ] [ 31 ] [ 32 ] [ 33 ] [ 34 ] [ 35 ] [ 36 ] [ 37 ] [ 38 ] [ 39 ] [ 40 ] [ 41 ] [ 42 ] [ 43 ] [ 44 ] [ 45 ] [ 46 ] [ 47 ] [ 48 ] [ 49 ] [ 50 ] [ 51 ] [ 52 ] [ 53 ] | Jemaah Islamiyah, al-Qaida              | panislamisch, islamisch-fundamentalistisch, salafistisch, wahhabitisch, antikommunistisch, antizionistisch, antisemitisch | Sprengsätze                 | Kirchen                                    | 18 (+1) | 118       |                                                      |
| 22. Juli 2001      | Indonesien       | Jakarta                | [ 54 ] |                                         | | 2 Sprengsätze               | Kirchen, Minibus                           | 0       | 59        |                                                      |
| 17. März 2002      | Pakistan         | Islamabad              | [ 55 ] | vermutlich al-Qaida                     | salafistisch, wahhabitisch, panislamisch, antikommunistisch, antizionistisch, antisemitisch                               | Granaten                    | Kirche                                     | 5       | 46        |                                                      |
| 02. Mai 2002       | Kolumbien        | Bojayá                 | [ 56 ] | FARC-EP                                 | marxistisch-leninistisch, links-nationalistisch                                                                           | Mörser                      | Kirche                                     | 119     | 80        | Bewaffneter Konflikt in Kolumbien                    |
| 15. September 2002 | Indonesien       | Maluku Utara           | [ 57 ] [ 58 ] [ 59 ] |                                         | | Schusswaffen, Brandstiftung | Kirchen, Moscheen, Wohngebäude, Zivilisten | 2       | 36        |                                                      |
| 08. November 2004  | Irak             | Bagdad                 | [ 60 ] [ 61 ] |                                         | | 2 Sprengsätze               | Kirchen                                    | 3       | 25        | Irakischer Widerstand                                |

## 2005 – heute
| Datum/Beginn       | Betroffenes Land             | Stadt/Ort                       | Artikel/Quellenangabe                                                 | Täter                                     | Politische Ausrichtung                               | Mittel                                                                 | Ziel                                                        | Tote     | Verletzte | Hintergrund                                      |
| ------------------ | ---------------------------- | ------------------------------- | --------------------------------------------------------------------- | ----------------------------------------- | ---------------------------------------------------- | ---------------------------------------------------------------------- | ----------------------------------------------------------- | -------- | --------- | ------------------------------------------------ |
| 08. Juli 2006      | Indien                       | Jammu und Kashmir               | [ 62 ]                                                                |                                           |                                                      | Granate                                                                | Kirche                                                      | 5        | 45        | Aufstand in Kaschmir                             |
| 13. August 2006    | Sri Lanka                    | Jaffna                          | [ 63 ]                                                                |                                           |                                                      | Raketen                                                                | Kirche, Zivilisten                                          | 40       | 50        | Bürgerkrieg in Sri Lanka                         |
| 01. Januar 2008    | Kenia                        | Eldoret                         | [ 64 ]                                                                |                                           |                                                      | Stichwaffen, Brandstiftung                                             | Kirche                                                      | 50       |           |                                                  |
| 27. Juli 2008      | USA                          | Knoxville                       | [ 65 ]                                                                | Jim David Adkisson                        | antiliberal, antidemokratisch, rassistisch, homophob | Schrotflinte                                                           | Kirche                                                      | 2        | 7         |                                                  |
| 24. Dezember 2008  | Demokratische Republik Kongo |                                 | Weihnachtsmassaker 2008                                               | LRA                                       | christlich                                           | Äxte, Macheten, Brandstiftung, Entführung                              | Weihnachtskonzert, Kirche(n), Dörfer                        | 860+     |           | LRA-Konflikt                                     |
| 17. Januar 2009    | Demokratische Republik Kongo | Orientale                       | [ 71 ]                                                                | LRA                                       | christlich                                           | Brandstiftung, Äxte                                                    | Gläubige in Kirche, Zivilisten, Wohnungen, Geschäfte        | 400      |           | LRA-Konflikt                                     |
| 05. Juli 2009      | Philippinen                  | nahe Cotabato City              | [ 72 ]                                                                | vermutlich MILF                           | autonomistisch, moro-sozialistisch                   | Sprengsatz                                                             | Kathedrale                                                  | 4        | 34        | Moro-Konflikt                                    |
| 12. Juli 2009      | Irak                         | Bagdad                          | [ 73 ] [ 74 ] [ 75 ] [ 76 ] [ 77 ]                                    |                                           |                                                      | 4 Sprengsätze, Autobombe                                               | Kirchen                                                     | 4        | 32        | Irakischer Widerstand                            |
| 31. Oktober 2010   | Irak                         |                                 | Anschlag auf die Sayidat-al-Nejat-Kathedrale in Bagdad 2010           | Islamic State of Iraq                     | salafistisch, wahhabitisch                           | Geiselnahme                                                            | Kirche                                                      | 53 (+5)  | 75        | Irakischer Widerstand                            |
| 24. Dezember 2010  | Nigeria                      | Maiduguri                       | [ 79 ]                                                                | Boko Haram                                | wahhabitisch, islamistisch                           | Schusswaffen, Brandstiftung                                            | Kirche                                                      | 5        | 25        | Scharia-Konflikt in Nigeria                      |
| 01. Januar 2011    | Ägypten                      |                                 | Terroranschlag am 1. Januar 2011 in Alexandria                        | vermutlich Dschaisch al-Islam             | salafistisch, sunnitisch-islamistisch                | Selbstmordattentäter                                                   | Kirche, Zivilisten                                          | 22 (+1)  | 97        |                                                  |
| 25. September 2011 | Indonesien                   | Surakarta                       | [ 81 ]                                                                | Jamaah Ansharut Tauhid                    |                                                      | Selbstmordattentäter                                                   | Kirche                                                      | 0 (+1)   | 22        |                                                  |
| 04. November 2011  | Nigeria                      | Damaturu                        | [ 82 ] [ 83 ] [ 84 ] [ 85 ] [ 86 ] [ 87 ] [ 88 ] [ 89 ] [ 90 ] [ 91 ] | Boko Haram                                | wahhabitisch, islamistisch                           | Sprengsätze                                                            | Polizeihauptquartier, Polizeistationen, Kirchen, Zivilisten | 60       | 100       | Scharia-Konflikt in Nigeria                      |
| 25. Dezember 2011  | Nigeria                      | nahe Abuja                      | [ 92 ]                                                                | Kabiru Soko (Boko Haram)                  | wahhabitisch, islamistisch                           | Sprengstoff                                                            | Katholische Kirche                                          | 37       | 57        | Scharia-Konflikt in Nigeria                      |
| 26. Februar 2012   | Nigeria                      | Jos                             | [ 93 ]                                                                | Boko Haram                                | wahhabitisch, islamistisch                           | 2 Selbstmordattentäter mit Autobombe                                   | Kirche                                                      | 3 (+2)   | 38        | Scharia-Konflikt in Nigeria                      |
| 11. März 2012      | Nigeria                      | nahe Jos                        | [ 94 ]                                                                | Boko Haram                                | wahhabitisch, islamistisch                           | Selbstmordattentäter mit Autobombe                                     | Kirche                                                      | 3 (+1)   | 22        | Scharia-Konflikt in Nigeria                      |
| 08. April 2012     | Nigeria                      | Kaduna                          | [ 95 ]                                                                | vermutlich Boko Haram                     | wahhabitisch, islamistisch                           | Selbstmordattentäter mit Autobombe                                     | Kirche                                                      | 41 (+1)  | 10        | Scharia-Konflikt in Nigeria                      |
| 10. Juni 2012      | Nigeria                      | Jos                             | [ 96 ]                                                                | Boko Haram                                | wahhabitisch, islamistisch                           | Selbstmordattentäter mit Autobombe                                     | Kirche                                                      | 1 (+1)   | 41        | Scharia-Konflikt in Nigeria                      |
| 17. Juni 2012      | Nigeria                      | Zaria                           | [ 97 ] [ 98 ] [ 99 ]                                                  | Boko Haram                                | wahhabitisch, islamistisch                           | 3 Selbstmordattentäter mit Autobomben                                  | Kirchen                                                     | 19 (+3)  | 80        | Scharia-Konflikt in Nigeria                      |
| 01. Juli 2012      | Kenia                        | Garissa                         | [ 100 ] [ 101 ]                                                       | al-Shabaab                                | wahhabitisch, islamistisch                           | Sturmgewehre, Granaten                                                 | Kathedrale, Kirche                                          | 18       | 66        | Somalischer Bürgerkrieg                          |
| 23. September 2012 | Nigeria                      | Bauchi                          | [ 102 ]                                                               | vermutlich Boko Haram                     | wahhabitisch, islamistisch                           | Selbstmordattentäter mit Autobombe                                     | Kirche                                                      | 2 (+1)   | 48        | Scharia-Konflikt in Nigeria                      |
| 28. Oktober 2012   | Nigeria                      | Kaduna                          | [ 103 ]                                                               | vermutlich Boko Haram                     | wahhabitisch, islamistisch                           | Selbstmordattentäter mit Autobombe                                     | Katholische Kirche                                          | 2 (+1)   | 100       | Scharia-Konflikt in Nigeria                      |
| 25. November 2012  | Nigeria                      | Kaduna                          | [ 104 ] [ 105 ]                                                       | Boko Haram                                | wahhabitisch, islamistisch                           | 2 Selbstmordattentäter mit Autobomben                                  | Kirche, Ersthelfer                                          | 30 (+2)  | 11        | Scharia-Konflikt in Nigeria                      |
| 05. Mai 2013       | Tansania                     | Arusha                          | [ 106 ] [ 107 ]                                                       |                                           |                                                      | Sprengsatz                                                             | Kirche, Francisco Montecillo Padilla                        | 3        | 60+       | Scharia-Konflikt in Nigeria                      |
| 22. September 2013 | Pakistan                     | Peschawar                       | [ 108 ]                                                               | Jundallah                                 | sunnitisch-islamistisch, salafistisch                | 2 Selbstmordattentäter                                                 | Kirche                                                      | 85 (+2)  | 131       | Konflikt in Nordwest-Pakistan                    |
| 25. Dezember 2013  | Irak                         | Bagdad                          | [ 109 ] [ 110 ]                                                       | IS                                        | salafistisch, wahhabitisch                           | Sprengsatz, Autobombe                                                  | Markt, Christliche Zivilisten, Kirche                       | 40       | 60        | Aufstand im Irak (nach US-Rückzug)               |
| 26. Januar 2014    | Nigeria                      | Adamawa                         | [ 111 ]                                                               | Boko Haram                                | wahhabitisch, islamistisch                           | Schusswaffen, Sprengsätze                                              | Kirche                                                      | 22       |           | Scharia-Konflikt in Nigeria                      |
| 15. März 2015      | Pakistan                     | Lahore                          | [ 112 ] [ 113 ]                                                       | Jamaat-ul-Ahrar                           | islamistisch                                         | 2 Selbstmordattentäter, Schusswaffe, Granate                           | Kirchen                                                     | 19 (+2)  | 70        | Konflikt in Nordwest-Pakistan                    |
| 17. Juni 2015      | USA                          | Charleston                      | Anschlag in Charleston                                                | Dylann Roof                               | rassistisch, rechtsextremistisch                     | Pistole                                                                | Kirche, Schwarze Kirchenbesucher                            | 9        | 9         |                                                  |
| 05. Juli 2015      | Nigeria                      | Yobe                            | [ 115 ]                                                               | Boko Haram                                | wahhabitisch, islamistisch                           | Selbstmordattentäter                                                   | Kirche                                                      | 6 (+1)   | 20        | Scharia-Konflikt in Nigeria                      |
| 26. Juli 2016      | Frankreich                   | Saint-Étienne-du-Rouvray        | Anschlag in Saint-Étienne-du-Rouvray                                  | Abdel Malik Petitjean, Adel Kermiche (IS) | salafistisch, wahhabitisch                           | Schusswaffe, Messer                                                    | Kirche                                                      | 1 (+2)   | 1         |                                                  |
| 11. Dezember 2016  | Ägypten                      | Kairo                           | Anschlag in der Kirche St. Peter und Paul (Kairo)                     | Muslimbrüder, vermutlich IS               | salafistisch, wahhabitisch                           | Selbstmordattentäter                                                   | Koptische Kirche                                            | 28 (+1)  | 46        |                                                  |
| 09. April 2017     | Ägypten                      | Tanta, Alexandria               | Anschläge am Palmsonntag in Ägypten 2017                              | IS                                        | salafistisch, wahhabitisch                           | 2 Selbstmordattentäter                                                 | Kirchen, Polizisten                                         | 48 (+2)  | 136       |                                                  |
| 24. September 2017 | USA                          | Tennessee                       | [ 121 ]                                                               | Emanuel Kidega Samson                     |                                                      | Pistole                                                                | Kirche                                                      | 1        | 8         |                                                  |
| 17. Dezember 2017  | Pakistan                     | Quetta                          | [ 122 ]                                                               | IS                                        | salafistisch, wahhabitisch                           | 2 Selbstmordattentäter mit Granaten und Sturmgewehren                  | Kirche                                                      | 9 (+2)   | 56        | Konflikt in Nordwest-Pakistan                    |
| 18. Februar 2018   | Russland                     | Kisljar                         | [ 123 ]                                                               | Khalil Khalilov (IS)                      | salafistisch, wahhabitisch                           | Schrotflinte                                                           | Kirche, Zivilisten                                          | 5 (+1)   | 5         | Russisch-Tschetschenischer Konflikt              |
| 01. Mai 2018       | Zentralafrikanische Republik | Bangui                          | [ 124 ]                                                               |                                           |                                                      | Granaten, Schusswaffen                                                 | Kirche, Moschee, Gesundheitszentrum                         | 26       | 170       | Bürgerkrieg in der Zentralafrikanischen Republik |
| 13. Mai 2018       | Indonesien                   | Sidoarjo, Surabaya              | Anschläge im Mai 2018 auf Java                                        | IS                                        | salafistisch, wahhabitisch                           | Selbstmordattentäter, Selbstmordattentäter mit Autobomben, Sprengsätze | 3 Kirchen, Apartment-Komplex, Polizeigebäude                | 15 (+13) | 57        |                                                  |
| 19. Mai 2018       | Russland                     | Grosny                          | [ 126 ]                                                               | IS                                        | salafistisch, wahhabitisch                           | Schusswaffen                                                           | Kirche                                                      | 3 (+4)   | 2         | Russisch-Tschetschenischer Konflikt              |
| 15. November 2018  | Zentralafrikanische Republik | Alindao                         | [ 127 ]                                                               | Anti-Balaka, Séléka                       | christlich, muslimisch                               | Schusswaffen                                                           | Muslimische / Christliche Zivilisten, Kathedrale            | 60       |           | Bürgerkrieg in der Zentralafrikanischen Republik |
| 27. Januar 2019    | Philippinen                  | Jolo                            | Anschlag auf die Kathedrale von Jolo im Januar 2019                   | Abu Sajaf                                 | islamistisch, islamisch-fundamentalistisch           | 2 Sprengsätze                                                          | Kathedrale                                                  | 22       | 102       | Moro-Konflikt                                    |
| 21. April 2019     | Sri Lanka                    | Colombo, Batticaloa, Dematagoda | Terroranschlag in Sri Lanka am Ostersonntag 2019                      | vermutlich National Thowheeth Jama’ath    | salafistisch                                         | 11 Selbstmordattentäter, Sprengsätze                                   | Kirchen, Hotels, Wohnanlage                                 | 269 (+8) | 500       |                                                  |
| 16. Februar 2020   | Burkina Faso                 | Yagha                           | [ 130 ]                                                               | Islamisten                                | islamistisch                                         | Schusswaffen                                                           | Kirche                                                      | 24       | 18        | Aufstand im Maghreb seit 2002                    |
| 05. Juni 2022      | Nigeria                      | Owo                             | Kirchenanschlag von Owo                                               |                                           |                                                      | Schusswaffen, Sprengstoff                                              | Kirche, christliche Zivilisten                              | 22+      | 50+       | Kommunale Konflikte in Nigeria                   |
| 15. Januar 2023    | Demokratische Republik Kongo | Nord-Kivu                       | [ 132 ] [ 133 ]                                                       | ADF                                       | islamistisch                                         | Sprengstoff                                                            | Kirche                                                      | 10       | 40        | ADF-Konflikt                                     |
| 28. Januar 2024    | Türkei                       | Istanbul                        | Terroranschlag auf eine Kirche in Istanbul 2024                       | IS                                        | salafistisch, wahhabitisch                           | Pistolen                                                               | Kirche, alevitischer Zivilist                               | 1        | 0         |                                                  |
| 25. Februar 2024   | Burkina Faso                 | Oudalan, nahe Fada N’Gourma     | [ 134 ] [ 135 ]                                                       |                                           |                                                      | Schusswaffen                                                           | Kirche, Moschee, VDP-Milizionäre                            | 39+      | 2+        | Aufstand im Maghreb seit 2002                    |
| 15. April 2024     | Australien                   | Sydney                          | [ 136 ]                                                               |                                           | islamistisch                                         | Messer                                                                 | Kirche, Mari Emmanuel                                       | 0        | 6 (+1)    |                                                  |